# Atropha gracilis
Atropha gracilis är en stekelart som beskrevs av André Seyrig 1932. Atropha gracilis ingår i släktet Atropha och familjen brokparasitsteklar. Inga underarter finns listade.